# مدل ویلسون کاوان
در علوم اعصاب محاسباتی، مدل ویلسون-کاوان پویایی برهمکنش‌های بین جمعیت‌های نورون‌های مدل تحریکی و مهاری بسیار ساده را توصیف می‌کند. این مدل توسط هیو آر. ویلسون و جک دی. کوان توسعه داده شد و پسوندهای این مدل به‌طور گسترده در مدل‌سازی جمعیت‌های عصبی مورد استفاده قرار گرفته‌اند.